# Wirosari (Wirosari)
Wirosari is een bestuurslaag in het regentschap Grobogan van de provincie Midden-Java, Indonesië. Wirosari telt 4910 inwoners (volkstelling 2010).